# شیخ شامل داغستانی

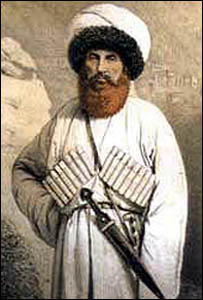

خانواده شامل

شیخ شامل داغستانی (۱۷۹۷–۱۸۷۱) رهبر سیاسی و نظامی و مذهبی جنبش آزادی‌خواهی داغستان بود. قیام او دنباله قیام غازی ملا محمد بود شیخ شمیل از خلفای دراویش نقشبندی شهرزوری بود.

## زندگی
شیخ شمیل در سال ۱۷۹۷ میلادی در خانواده ای مسلمان از تبار قموق متولد شد. در ابتدا او را علی نام نهادند، اما طبق سنت محلی، هنگام بیمار شدن نام او تغییر یافت. در منابع موجود، وی خود را «تاتار» خوانده‌است. تاتار (تاتارهای داغستانی) یکی از نامهای دولت روسیه برای قموق‌ها بود.

## قیام شیخ شامل

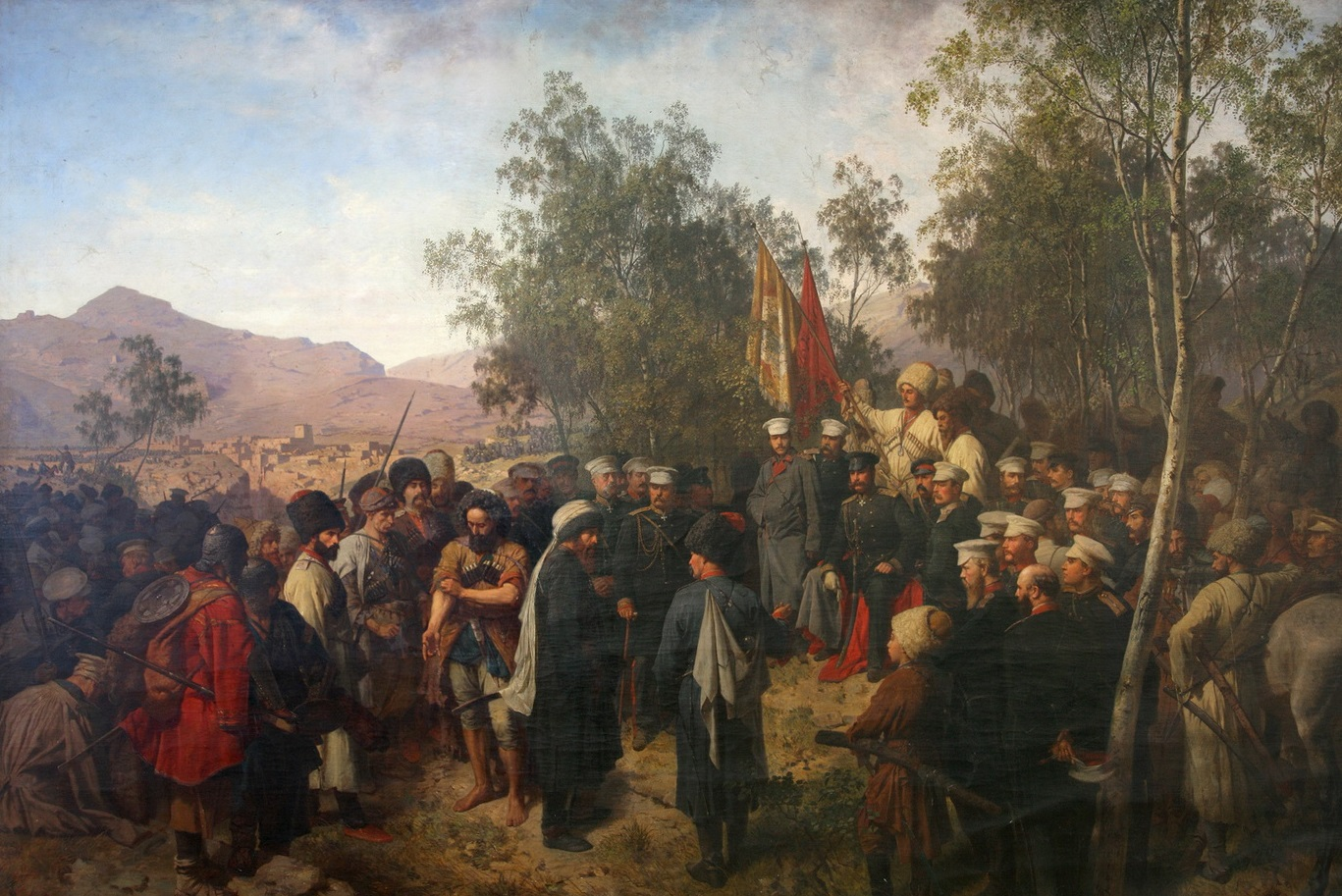

در سال ۱۸۳۲، قاضی ملا محمد در نبرد گیمری درگذشت و شمیل یکی از دو مریدی بود که توانست فرار کند، اما جراحات شدیدی متحمل شد. در این درگیری او با سرنیزه مورد جرح قرار گرفته بود. پس از پریدن از یک خمیدگی مرتفع "روی سر همان گروهی از سربازان که می‌خواستند به او شلیک کنند، پرید. پس از فرود آمدن پشت سر آنها، شمشیر خود را در دست چپ خود می‌چرخاند، او سه نفر از آنها را کشت تا اینکه چهارمی، سرنیزه ای در سینه شیخ فروکرد … شیخ بی درنگ سرنیزه را بیرون کشیده مرد را کشت و با یک جهش فوق بشری دیگر از دیوار پریده در تاریکی ناپدید شد.
او مخفی شد و روسها و مریدان او را مرده فرض کردند. پس از بهبودی، از مخفیگاه بیرون آمد و دوباره به مریدان به رهبری امام دوم، حمزه بیک، پیوست. حمزه بیک برای ربع قرن جنگی بی وقفه علیه روس‌ها به راه انداخت و به یکی از فرماندهان چریکی افسانه ای قرن تبدیل شد. هنگامی که حمزه بیک در سال ۱۸۳۴ به قتل رسید، شمیل به عنوان رهبر اصلی مقاومت قفقاز و امام سوم قفقاز جای او را گرفت.
در سال ۱۸۳۹ (ژوئن تا آگوست)، شمیل و پیروانش، که حدود ۴۰۰۰ مرد، زن و کودک می‌شدند، خود را در قلعه کوهستانی آخولگو، واقع در خم اندی کویسو، در حدود ده مایلی شرق گیمری، تحت محاصره یافتند. تحت فرماندهی ژنرال پاول گرابه، ارتش روسیه به دلیل استراتژی زمین سوخته شمیل، از میان سرزمین‌هایی که فاقد آذوقه بود، عبور کرد.
جغرافیای دژ از سه طرف آن را محافظت می‌کرد و بر دشواری انجام محاصره می‌افزود. در نهایت دو طرف برای مذاکره به توافق رسیدند. شمیل با اطاعت از خواسته‌های گرابه، پسرش جمال الدین را به نشانه حسن نیت، گروگان داد. شمیل پیشنهاد گرابه مبنی بر تسلیم شدن و پذیرش تبعید از منطقه رد کرد. ارتش روسیه به دژ حمله کرد، پس از دو روز درگیری، نیروهای روس محاصره را کامل کردند. شمیل در شب اول حمله از محاصره گریخت. نیروهای شمیل خسته شده بودند و بسیاری از سران داغستانی و چچنی به تزار اعلام وفاداری کردند. شمیل از داغستان به چچن گریخت و به گسترش نفوذ خود بر قبایل دست زد.
شمیل با شعار تقوا و انصاف در اجرای قوانین شریعت در متحد کردن قبایل قفقاز برای مبارزه با روسها مؤثر بود. یکی از منابع روسی از او به عنوان «مردی با درایت و سیاستمداری ظریف» یاد کرد. او معتقد بود که روسیه با الکل ارزش‌های سنتی را فاسد کرده‌است. شمیل در برابر ارتش منظم روس از تاکتیک‌های نامنظم و چریکی استفاده می‌کرد. در سال ۱۸۴۵ یک ستون ۸ تا ده هزار نفری به فرماندهی کنت ورونتسوف به دنبال نیروهای او وارد جنگل‌های چچن شدند. نیروهای او ستون روس را محاصره کرده و آن را منهدم کردند. این امر تلاش ورونتسوف را برای جدا کردن چچن از امامت که نقشه او بود، نابود کرد.
کنت میخائیل سمیونوویچ ورونتسوف به تفصیل طرح جدا کردن چچن از امامت را شرح می‌دهد:
```
شمیل امسال فعالیت زیادی از خود نشان می‌دهد و او مجبور است این کار را انجام دهد، زیرا ما … اقداماتی را انجام می‌دهیم که دیر یا زود باید … نفوذ او را از بین ببریم و چچنی‌ها را از او جدا کنیم، بدون آن او هیچ چیز نخواهد بود.
[
۱۳
]
```

اهمیت او به عنوان یک رهبر نظامی پس از پیوستن حاجی مراد به او افزایش یافت که در سال ۱۸۴۱ از روس‌ها جدا شد.
حاجی مراد ده سال بعد در رقابت بر سر جانشینی شمیل علیه او یاغی شد. نامزدی به پسر بزرگ شمیل داده شد، و در یک شورای مخفی، شمیل مراد را به خیانت و به اعدام محکوم کرد، و حاجی مراد، پس از اطلاع از قضاوت، مجدداً به روس‌ها پناهنده شد.
اگرچه شمیل امیدوار بود که بریتانیا، فرانسه یا امپراتوری عثمانی برای بیرون راندن روسیه از قفقاز به کمک او بیایند، اما این نقشه‌ها هرگز به نتیجه نرسیدند. پس از جنگ کریمه، روسیه تلاش خود را علیه امامت مضاعف کرد. نیروهای روسی که اکنون موفق شده بودند، قلمرو امامت را به شدت کاهش دادند و در سپتامبر ۱۸۵۹ شمیل تسلیم شد. اگرچه سناریوی اصلی بسته شد درگیری در شرق قفقاز ادامه داشت.
سرانجام مقاومت شیخ شمیل به دلیل خستگی مردم شمال قفقاز، برتری کمی نیروی روس‌ها و برتری کیفی تسلیحات روس‌ها و حمایت نکردن قدرت‌های همسایه (ایران و عثمانی) درهم شکست.

## سالهای پایانی عمر

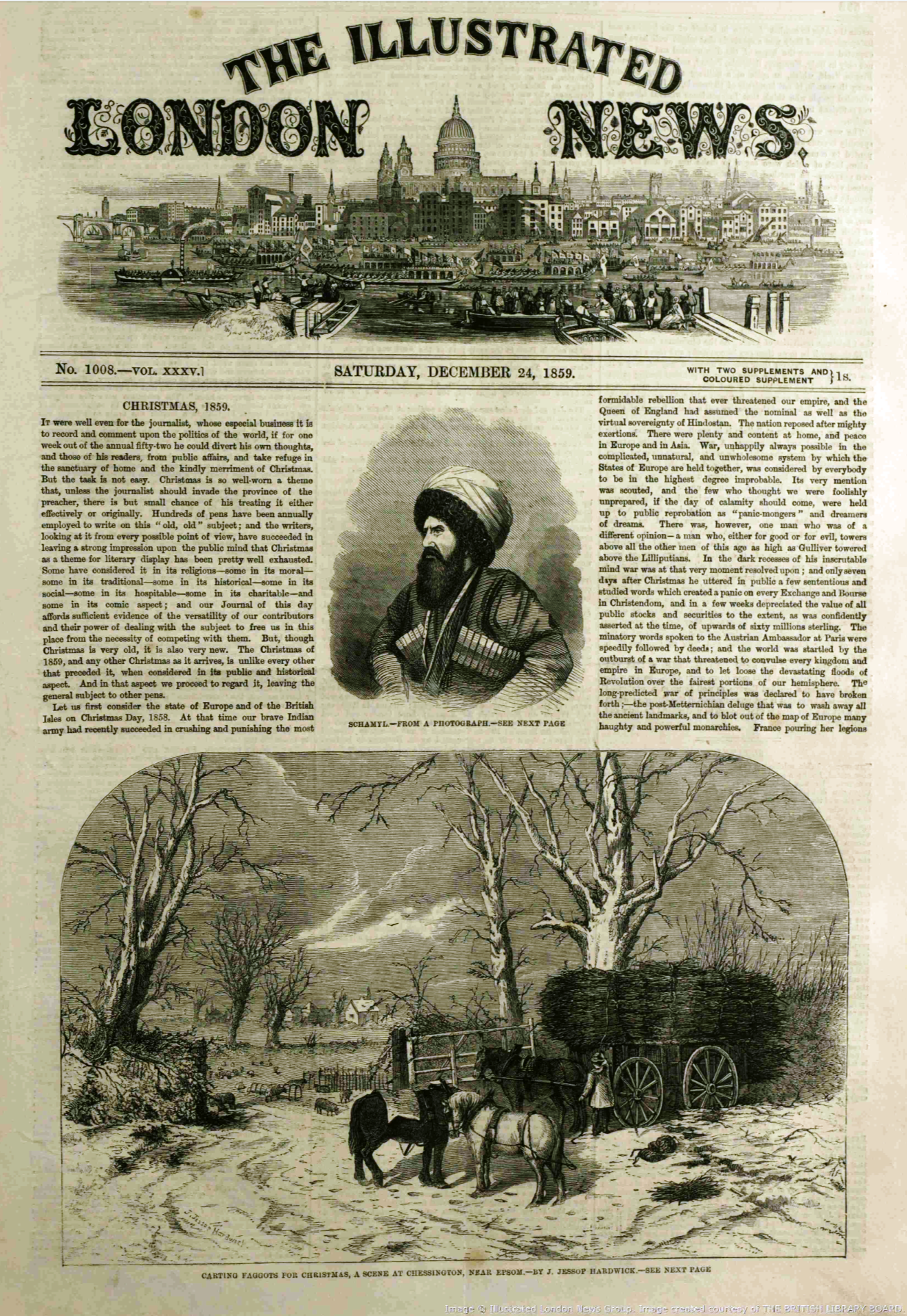
بیوگرافی شیخ شامل داغستانی در روزنامه لندن نیوز

شمیل پس از دستگیری به سن پترزبورگ فرستاده شد تا با تزار الکساندر دوم ملاقات کند. پس از آن، او را به کالوگا، شهر کوچکی نزدیک مسکو تبعید کردند. پس از چندین سال اقامت در کالوگا، و ناسازگاری آب و هوا در دسامبر ۱۸۶۸ اجازه نقل مکان به کیف را دریافت کرد و به او عمارتی در خیابان الکساندروسکایا داده شد. مقامات امپراتوری به سرپرست کیف دستور دادند که شمیل را تحت «نظارت شدید اما نه بیش از حد سنگین» نگه دارد و مبلغ قابل توجهی را برای نیازهای او اختصاص داند. از نامه‌های او به نظر می‌رسد از بازداشت مجلل خود راضی بوده‌است.
در ۱۸۵۹ شمیل به یکی از پسرانش نوشت: "مشیت الهی بود که به دست کافران افتادم … امپراتور بزرگ من را در اینجا ساکن کرد … در یک فضای بلند و بزرگ خانه با فرش و همه مایحتاج».
در سال ۱۸۶۹ به او اجازه ادای فریضه حج داده شد. از کیف به اودسا و سپس با کشتی به استانبول رفت و در آنجا سلطان عبدالعزیز عثمانی از او استقبال کرد. مدت کوتاهی مهمان کاخ توپکاپی شد و با کشتی استانبول را ترک کرد. در مکه با عبدالقادر الجزایری ملاقات کرد.
پس از پایان سفر حج در سال ۱۸۷۱ میلادی در مدینه درگذشت و در قبرستان بقیع به خاک سپرده شد.

## فرزندان

تصویری از شیخ داغستانی و دو فرزند آن

دو پسر بزرگتر به نام‌های جمال الدین و محمد شفیع که برای گرفتن اجازه زیارت مکه مجبور به ترک شد در ارتش روسیه افسر شدند و دو پسر کوچکتر محمد قاضی و محمد کمیل، در ارتش ترکیه خدمت کردند. دخترش پیتمت شمیل با شیخ منصور فدوروف، امامی که بعداً از ترس جان خود و فرزندانش از امپراتوری روسیه فرار کرد، ازدواج کرد. شیخ منصور فدوروف یازده فرزند داشت، یکی از آنها جان فدوروف بود که پس از مهاجرت به چیلدرز در کوئینزلند استرالیا [۲۶]، جایی که یک امپراتوری کشاورزی نیشکر را تأسیس کرد.
سعید شمیل، نوه شیخ شمیل، یکی از بنیانگذاران جمهوری کوهستانی قفقاز شمالی شد که بین سال‌های ۱۹۱۷–۱۹۲۰ پابرجا ماند و پس از آن، در سال ۱۹۲۴، «کمیته استقلال قفقاز» را در آلمان تأسیس کرد.